# Satus Baar-Rhönrad

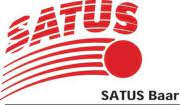

Der Satus Baar vertritt die Sportart  Rhönrad. Er an den Schweizermeisterschaften und weiteren Wettkämpfen seit über 100 Jahren vertreten.

## Über den Verein
Der Satus Baar Rhönrad ist ein Verein, der junge Rhönradtalente unterstützt und trainiert. Turner aller Altersgruppen turnen in dem Verein. Jährlich finden auch die Vereinsmeisterschaften statt. Immer wieder veranstalten sie Events zur Teambildung und für den Zusammenhalt, wie zum Beispiel das Abschlussfest. Auch an Wettkämpfen ist Satus Baar(Rhönrad) dabei und konnte schon viele Erfolge feiern. Auch bietet der Verein Schulsport an. Das ist ein Training für Kinder, die gerne mal ein halbes Jahr schnuppern möchten. Der Verein ist auch Mitglied des Cool and clean-Verbands und nehmen immer wieder an Wettbewerben teil; der letzte Wettbewerb der stattgefunden hat (Raucherfrei-Wettbewerb 2020) der Verein auch gewonnen.

## Wettkämpfe
Der Verein Satus Baar (Rhönrad) ist bei diesen Wettkämpfen jährlich dabei:
- Schweizermeisterschaften (falls qualifiziert)
- Vereinsmeisterschaften des eigenen Vereins
- Baselbieter Cup (Basel)
- Breitli Cup (Buochs)
- Chlaus Cup (Untersiggenthal)
- Herbstpokal (Zürich)

## Geschichte

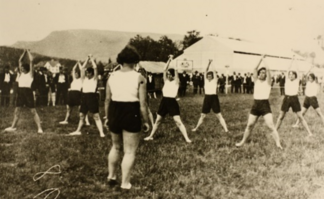

1920 wurde der heutige SATUS Baar unter dem Namen «Arbeiter Turnverein», kurz ATV, gegründet. Damals wie heute fördert der SATUS Baar nicht den Spitzen-, sondern den Breitensport. Dies widerspiegelt sich in den vielseitigen Sportarten, welche bis in die 70er Jahre betrieben wurden. Damit der SATUS Baar aber weiterhin mehrere Standbeine hatte, war man bemüht, andere Sportarten anzubieten. So entstand unter dem damaligen Vereinspräsidenten Ruedi Hug die Idee, eine eigene Rhönradriege zu gründen. Somit organisierte der SATUS Baar im April 2005 die Rhönrad Schweizermeisterschaft. Diese wurde als Plattform genutzt, um die Sportart bekannt zu machen und Interessierte zu finden. Am 23. August 2005 wurde die Rhönradriege SATUS Baar gegründet. Die Riege verzeichnete eine schnell ansteigende Mitgliederzahl. Vier Jahre nach der Gründung fand 
in Baar die Rhönradweltmeisterschaft 2009 statt.

## Erfolge
- Bronze-Medaille Schweizer Meisterschaften
- Sieger im Rauchfrei Wettkampf (cool&clean)
- 100 Jahre Satus Baar